# St. Nikolaus (Meran)
St. Nikolaus ist die römisch-katholische Stadtpfarrkirche von Meran in Südtirol. Das spätgotische Gebäude befindet sich auf dem Pfarrplatz inmitten der Altstadt und steht seit 1980 unter Denkmalschutz. Es gilt als Wahrzeichen der Stadt. Östlich anschließend liegt die Barbarakapelle.

## Geschichte

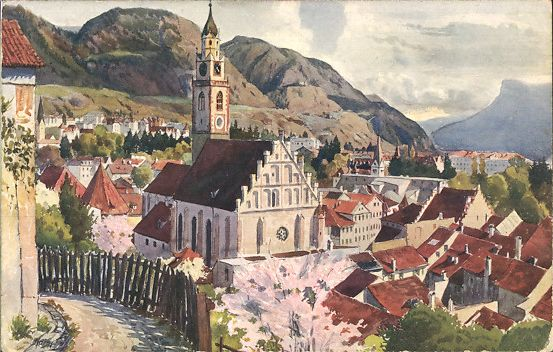
Ansichtskarte um 1900 mit der Nikolauskirche

Die ehemalige Landeshauptstadt von Tirol, Meran, entwickelte sich aus einem mittelalterlichen Marktflecken zwischen dem Steilhang des Küchelberges im Norden und der Passer im Süden. Eine Kirche wird in diesem Bereich erst um 1266 erwähnt und war dem heiligen Nikolaus und dem erst kurz davor heiliggesprochenen Petrus Martyr geweiht. Sie gehörte zur älteren Pfarre Tirol und, da die Diözesangrenze an der Passer lag, nicht zum Erzbistum Trient, sondern bis 1816 zum Bistum Chur. Das Patronatsrecht der Pfarren Meran und Tirol besaß zunächst der jeweilige Bischof von Chur.
Aufgrund des Wachstums von Meran (um 1291 bereits mit der heutigen Altstadt deckungsgleich) entschloss sich die Bürgerschaft zu einem Neubau der Kirche. Die Arbeiten zogen sich relativ lange hin. 1367 konnten Langhaus und Chor eingeweiht werden, an denen zuvor Steinmetzen der Rottweiler Bauhütte tätig waren; nach einer längeren Unterbrechung wurde nach 1438 von Stefan Tobler aus Burghausen das Langhaus eingewölbt. Die fertiggestellte Kirche wurde am 10. November 1465 eingeweiht. Der Turm mit den untersten beiden Stockwerken entstand gleichzeitig mit dem Chor noch im 14. Jahrhundert, während das dritte Stockwerk mit den gotischen Fenstern bis zur Einweihung der Kirche fertig war. 1545 setzte man das Turmviereck mit der Uhr darauf, die Turmhaube folgte bis 1618.
Obwohl seit dem 14. Jahrhundert ein Pfarrvikar für Meran tätig war, blieb St. Nikolaus bis zu Beginn des 16. Jahrhunderts als Kuratiekirche der Pfarrkirche von Tirol untergeordnet. 1657 wurde Meran eine eigene Pfarre und damit St. Nikolaus Pfarrkirche. In der zweiten Hälfte des 17. Jahrhunderts wurde im Kircheninneren eine Empore beim Hauptportal errichtet und die Orgel aus dem Chor dorthin versetzt. Zwischen 1882 und 1898 wurde die Kirche durch den Wiener Dombaumeister Friedrich von Schmidt gründlich renoviert und die Einrichtung erneuert. 1957 wurde das Gebäude im Einvernehmen mit dem Denkmalamt nochmals stilgerecht renoviert. Die letzte gründliche Restaurierung fand in den Jahren 1993–2000 statt.

## Baubeschreibung
Bei der Nikolauskirche handelt es sich um eine spätgotische dreischiffige Hallenkirche, die im Osten mit einem polygonalen Chor abschließt. Südlich an den Chor ist der 78 m hohe Turm angebaut. Die Westfassade besitzt einen Dreieckgiebel, der mit türmchenartigen Zinnen besetzt ist und im Inneren Flachbogennischen aufweist. Darunter liegt zwischen zwei Strebepfeilern eine Fensterrose. Rechts neben dem zentral gelegenen Spitzbogenportal befindet sich die figurenreiche Wandmalerei mit der Darstellung der Kreuztragung Christi aus der Zeit um 1518.
Anschließend an der Südfassade folgt ein Wandgemälde mit der Darstellung der Auferweckung des Lazarus, das als Grabgemälde für den 1699 verstorbenen Christoph Hafner geschaffen wurde. Daneben steht in einer Nische mit steil ansteigendem Wimperg die Statue des heiligen Nikolaus, der segnend seine rechte Hand erhebt; eine schöne Arbeit der Rottweiler Steinmetzen, die zur gleichen Zeit am Chor gearbeitet haben. Daneben liegt das große westliche Südportal der Kirche unter einem mit Krabben und offenen Dreipässen besetzten kielbogigen Wimperg. Hier befinden sich auf Konsolen die Figuren der heiligen Jakobus, Andreas, Maria mit Kind, Christus als Gärtner, Paulus und Bartholomäus. Rechts daneben befand sich ein Missionskreuz von Johann Baptist Pendl, welches nun an der Sakristei angebracht ist. 
Über dem östlichen kielbogenförmigen Südportal befindet sich ein zehn Meter hohes Wandgemälde des heiligen Christophorus, das nach den erhaltenen Spuren 1896 von Alfons Siber neu gemalt wurde. Vom selben Künstler stammt das neben dem Portal befindliche Bild des heiligen Sebastian und des vor ihm knienden Prälaten Sebastian Glatz († 1909). Weiter an der Fassade entlangschreitend folgen die Grabsteine für Erasmus Scharsacher (1483), Hanns Ueblher (1459–1509) und das Bronze-Epitaph für Benigna und Everosina von Wolkenstein (1586), das Alexander Colin geschaffen hat, sowie das Grabdenkmal der Familie Schneeburg-Stachelburg (1837) und eine Totenleuchte (um 1530).

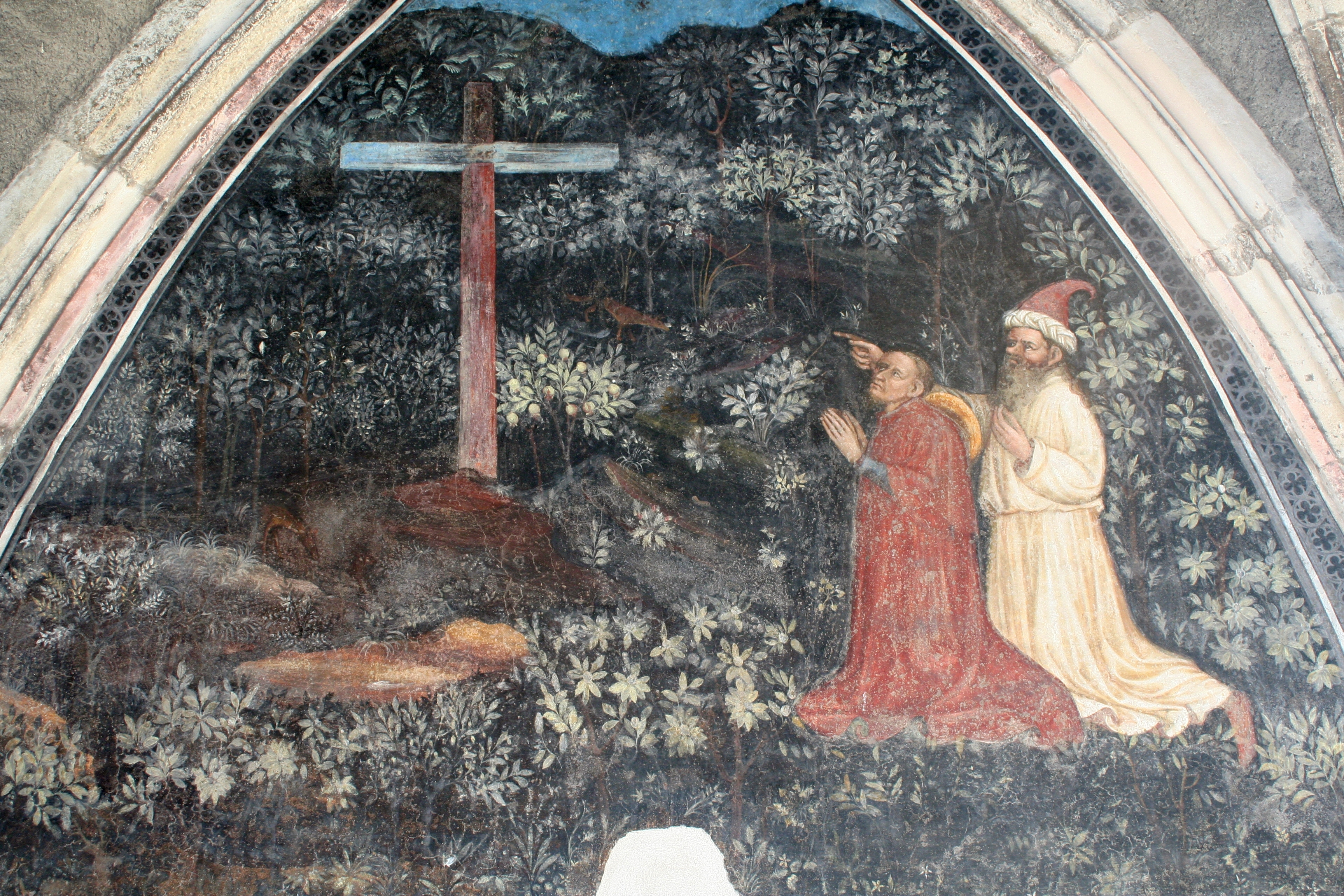
Fresko im Turmdurchgang von Meister Wenzeslaus

Unter dem Turm befindet sich ein Durchgang mit auf Blattwerkkonsolen und einer weiblichen Brustfigur ruhendem Kreuzgewölbe von 1360 bis 1370. Im Durchgang ist ein Wandgemälde des Meisters Wenzeslaus besonders beachtenswert, das eine Waldlandschaft mit zwei vor dem Kreuz des Ordens der Trinitarier knienden Männer zeigt, wohl die beiden Heiligen Johannes von Matha und Felix von Valois. Weitere Bilder zeigen eine Pietà von 1414 mit zwei Wappen, vielleicht ebenfalls eine Arbeit des Meisters Wenzeslaus, und eine Kreuzigung von 1460, die beide im 18. Jahrhundert erneuert wurden.
An der Chorwand sind mehrere weiße Marmorgrabsteine eingelassen: Paul Weggler (1597), Hanns Memminger (nach 1481), Thomas Zöttl (1542) und Hans Pritschwitz (1581). Um die Kirche lag bis 1848 der städtische Friedhof, von dem sich rund 80 Grabsteine erhalten haben. Besonderes Interesse verdienen diejenigen der Künstlerfamilien Pendl und Wasmann. Ein Grabstein gehört der Anna von Paravicini, geborene von Zinnenberg, die als Achtzehnjährige den zweiundachtzigjährigen Bernardin von Paravicini geheiratet hatte, der 104 Jahre alt wurde und mit ihr sieben Kinder hatte. Christoph Wilhelm Hufeland hat ihn in seinem 1796 erschienenen Buch Makrobiotik verewigt. 
Der Kirchenraum selbst ist 52 Meter lang und 32 Meter breit. Zehn wuchtige Rundsäulen tragen das Netzgewölbe mit seinen kräftigen Rippen. Der Raum erweckt einen geschlossenen Eindruck, obwohl das nördliche Seitenschiff 6 Meter, das südliche hingegen nur 4 Meter breit ist, und das durch einen wenig betonten Triumphbogen getrennte Presbyterium leicht nach Norden geneigt ist. Der Chor ist 7 Meter lang und eine der besten Schöpfungen der Tiroler Hochgotik.

## Ausstattung

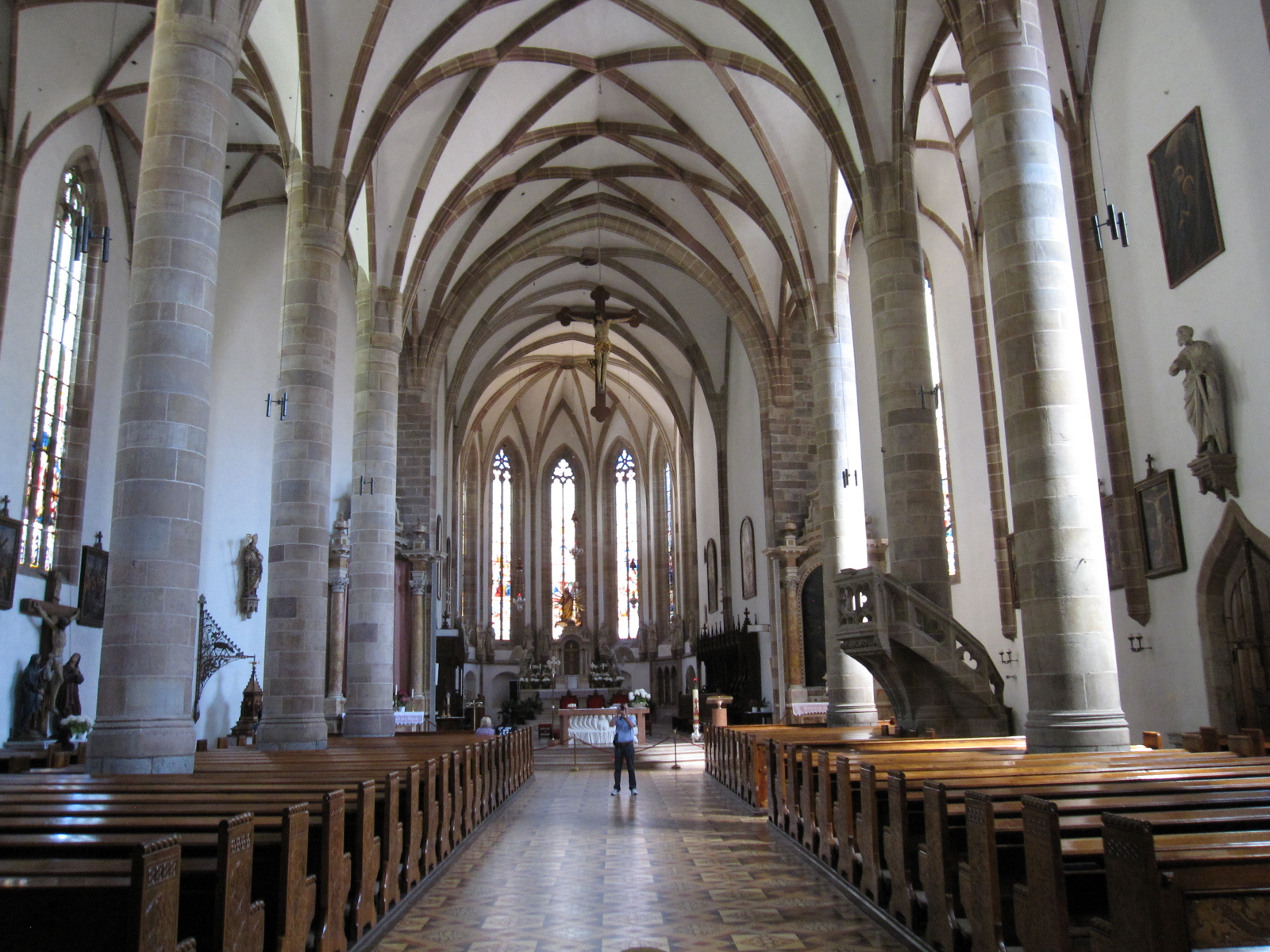
Langhaus und Chor

### Chor

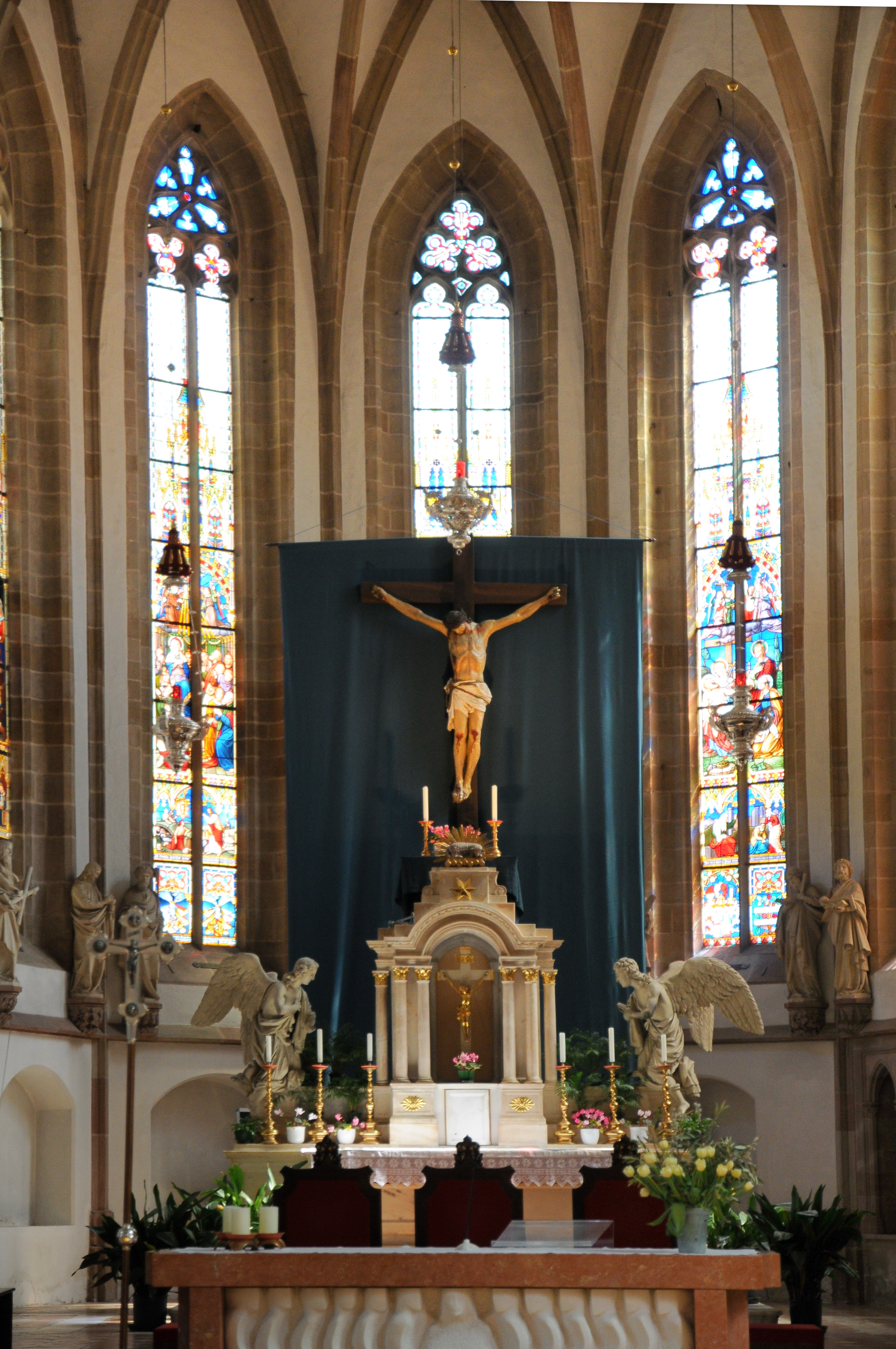
Chorraum mit Hochaltar (in der Karwoche)

Der Hochaltar wurde 1786–1788 von Jakob Pirchstaller geschaffen und besteht aus einer freistehenden Mensa aus Ratschingser Marmor und zwei anbetenden Engeln aus Holz. Ursprünglich befand sich hier zunächst ein Schnitzaltar von Hans Schnatterpeck, ein Altarbild von Johann Panneels (1643) und eines von Matthias Pußjäger. Die sieben Glasfenster wurden 1888–1889 von Meraner Bürgern gestiftet und stellen Szenen aus dem Leben Mariens dar, im Mittelfenster die Marienkrönung. Zwischen den Fenstern stehen auf Konsolen 14 Statuen, die von Emanuel Pendl entworfen und von seinem Vater Franz Xaver Pendl ausgeführt wurden. Sie zeigen Christus, Maria und die 12 Apostel.
Ehemalige Altarbilder an den Wänden sind Christus im Tempel von Matthias Pußjäger, eine Schmerzensmutter unter dem Kreuz aus dem 18. Jahrhundert, eine Dreifaltigkeit mit Maria und den Pestheiligen Sebastian, Fabian und Rochus von Christoph Helfenrieder (um 1632–1635) und eine Verkündigung von Ulrich Glantschnigg (um 1700). Vor den Treppen, die zum Langhaus hinabführen stehen zwei Holzstatuen, rechts der heilige Nikolaus (um 1500) und links der heilige Sebastian (17. Jahrhundert).

### Triumphbogen
Das hölzerne Triumphkreuz im Scheitel wurde von Blasius Mayrhofer geschaffen. An den beiden Triumphbogenwänden stehen klassizistische Altäre von Jakob Pirchstaller, die Gemälde stammen von Martin Knoller. Rechts ist das Letzte Abendmahl und links die Geburt Christi dargestellt. Die Entwürfe für die hier befindlichen Beichtstühle machte Friedrich von Schmidt und sie wurden von Josef Waßler ausgeführt. Über dem ersten Beichtstuhl hängt das Gemälde Maria Heimsuchung von Friedrich Wasmann. Die Kommunionbank wurde 1898 aus Sandstein, mit durchbrochenem Maßwerk und schmiedeeisernen Gitter gestaltet, aber anlässlich der Restaurierungsarbeiten in den 1990er Jahren entfernt.

### Langhaus

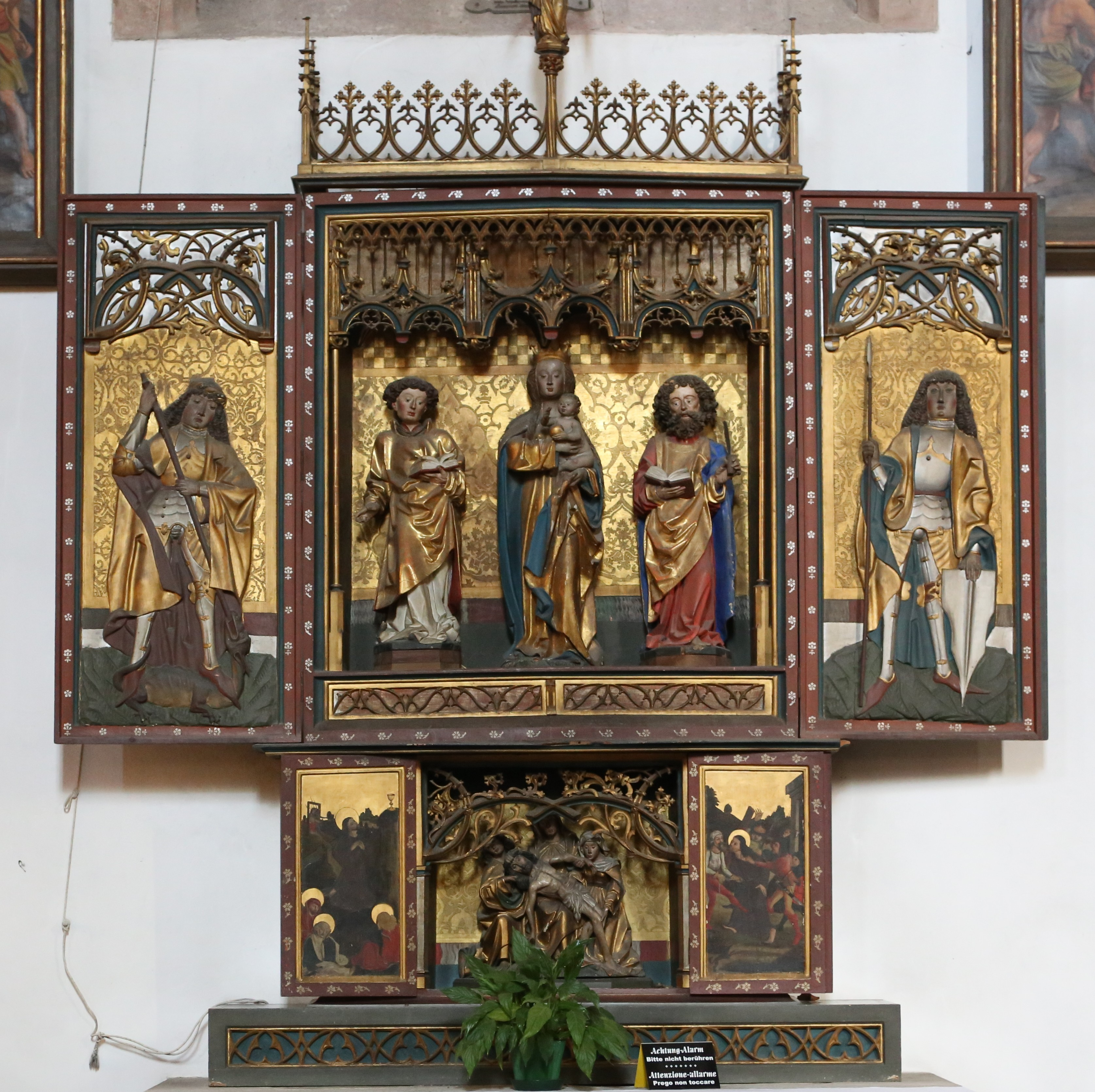
Gotischer Flügelaltar an der Nordwand

An der Nordseite des Langhauses befindet sich der sogenannte Kreuzaltar mit dem von Hans Patsch um 1640 geschnitzten Kruzifix und der Dolorosa, die Figur des Johannes stammt aus dem 19. Jahrhundert von Sebastian Stainer. An der Nordwand steht zudem der zwölfeckige becherförmige Taufstein aus grau-weißem Töller Marmor (um 1500). Die Relieffiguren am hölzernen Deckel sind neuere Arbeiten von Josef Waßler. 
Auf der gleichen Seite steht ein spätgotischer Flügelaltar (um 1500), der aus der Johanniterkirche in Tarsch stammt und um 1888 im Antiquitätenhandel erworben wurde. Er soll ursprünglich ein von Hans Schnatterpeck geschaffener Medardusaltar gewesen sein und wurde 1890–1891 von Josef Waßler restauriert. Im Schrein sind die Figuren der Maria mit Kind, ein Diakon (möglicherweise der heilige Stephanus) und Bartholomäus zu sehen, an den Flügeln sind innen der heilige Georg und der heilige Mauritius als Reliefs, außen Johannes der Evangelist und der heilige Sebastian dargestellt. In der Predella befindet sich ein geschnitztes Vesperbild mit Johannes und Maria Magdalena, flankiert von den Bildern der heiligen Ottilia und Apollonia. 
Ein neugotischer Flügelaltar steht an der Südseite der Kirche, geschaffen 1892 von Dominikus Trenkwalder nach einem Entwurf von Anton Weber. Er stellt zentral den heiligen Josef mit dem stehenden Jesusknaben dar, an den Flügeln Mariä Vermählung und Flucht nach Ägypten sowie den zwölfjährigen Jesus im Tempel und in der Werkstatt Josefs; in der Predella der Tod des heiligen Josef. Neben dem Haupteingang hängt eine Kopie des Maria Hilf-Bildes von Lucas Cranach, das 1801 nach dem Frieden von Lunéville aus Dankbarkeit über die Befreiung des Landes von den Franzosen von der Meraner Bevölkerung gestiftet wurde.
In der Mitte der Kirche befindet sich an einem der Pfeiler die Kanzel aus rotem Sandstein mit durchbrochenem Maßwerk (um 1500).
An der Brüstung der Orgelempore sind in vertieften Feldern eingelassene Ölgemälde, wahrscheinlich von Pußjäger, mit Szenen aus dem Leben des heiligen Nikolaus und in der Mitte ein größeres Bild mit der Anbetung der heiligen Drei Könige zu sehen. Die Orgel wurde 1973 von Georg Hradetzky aus Krems hergestellt und von Gerhard Hradetzky auf 40 Register erweitert. Das 6,5 × 3,5 Meter große Gemälde Maria Himmelfahrt von Martin Knoller war zwischen 1788 und 1887 am Hochaltar angebracht, ebenso wie die Figuren der heiligen Rochus, Sebastian, Vigilius und Nikolaus, die heute neben der Orgel und an der Brüstung aufgestellt sind.

## Galerie

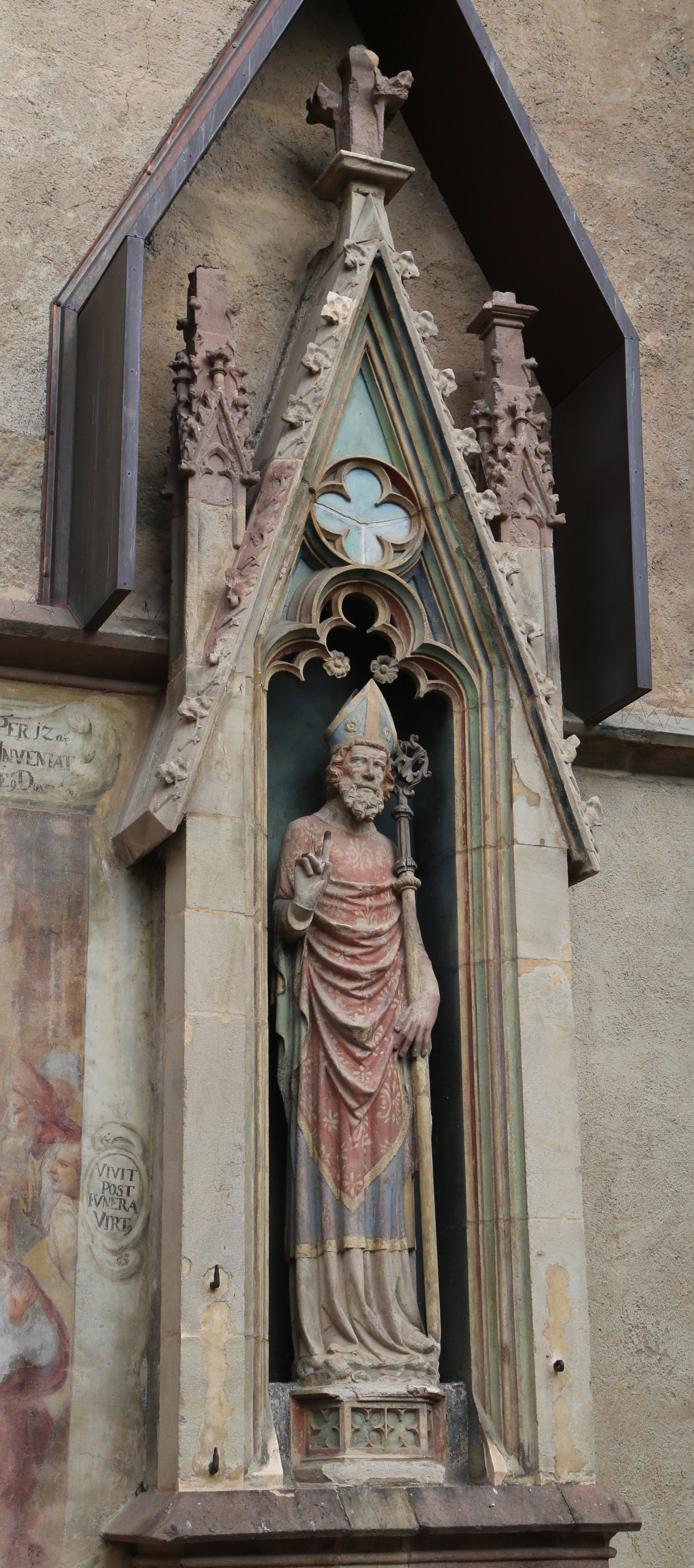
Spätgotischer Nikolaus an der Südwand (um 1340)
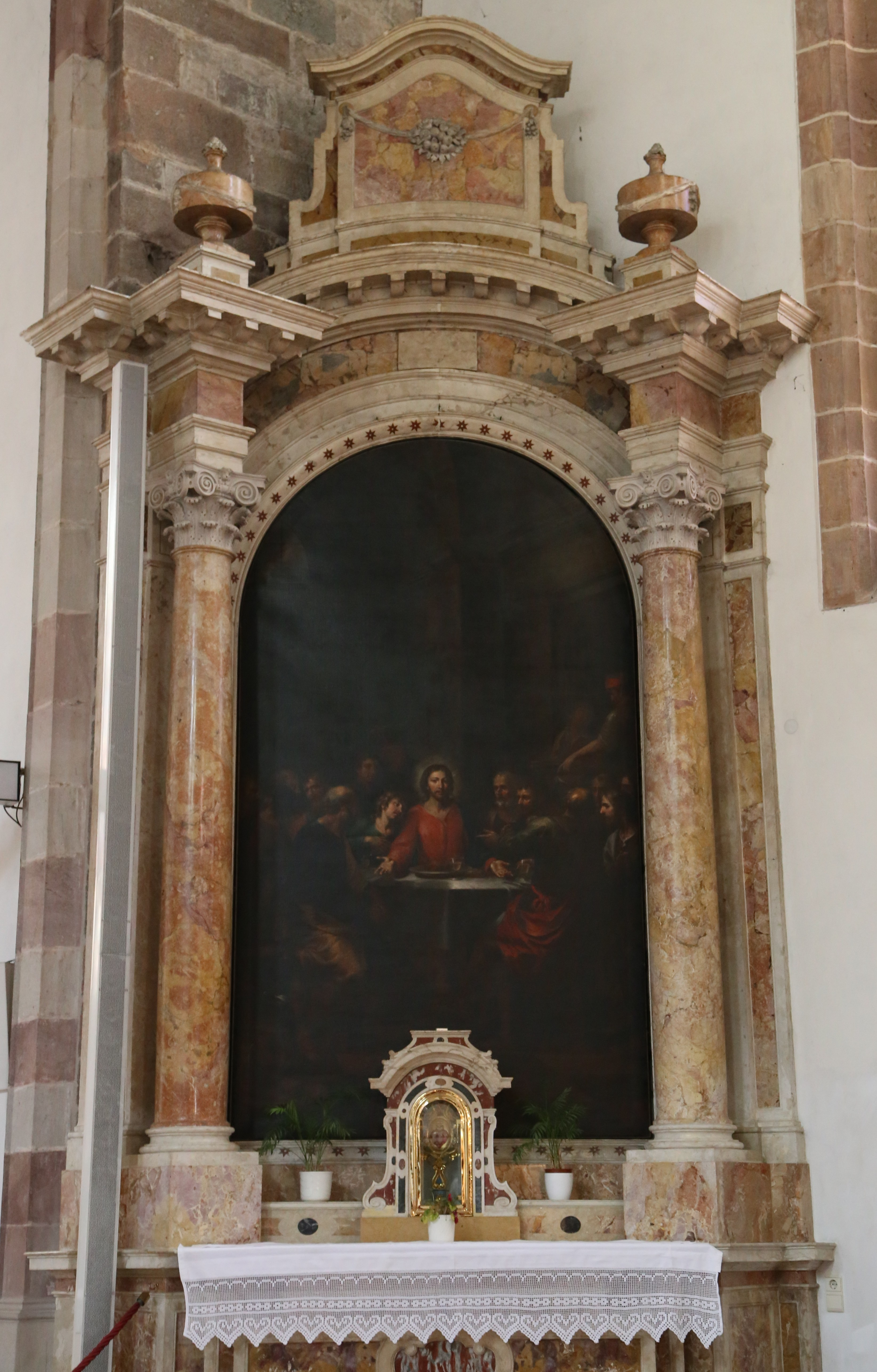
Seitenaltar mit Abendmahlsbild (rechts)
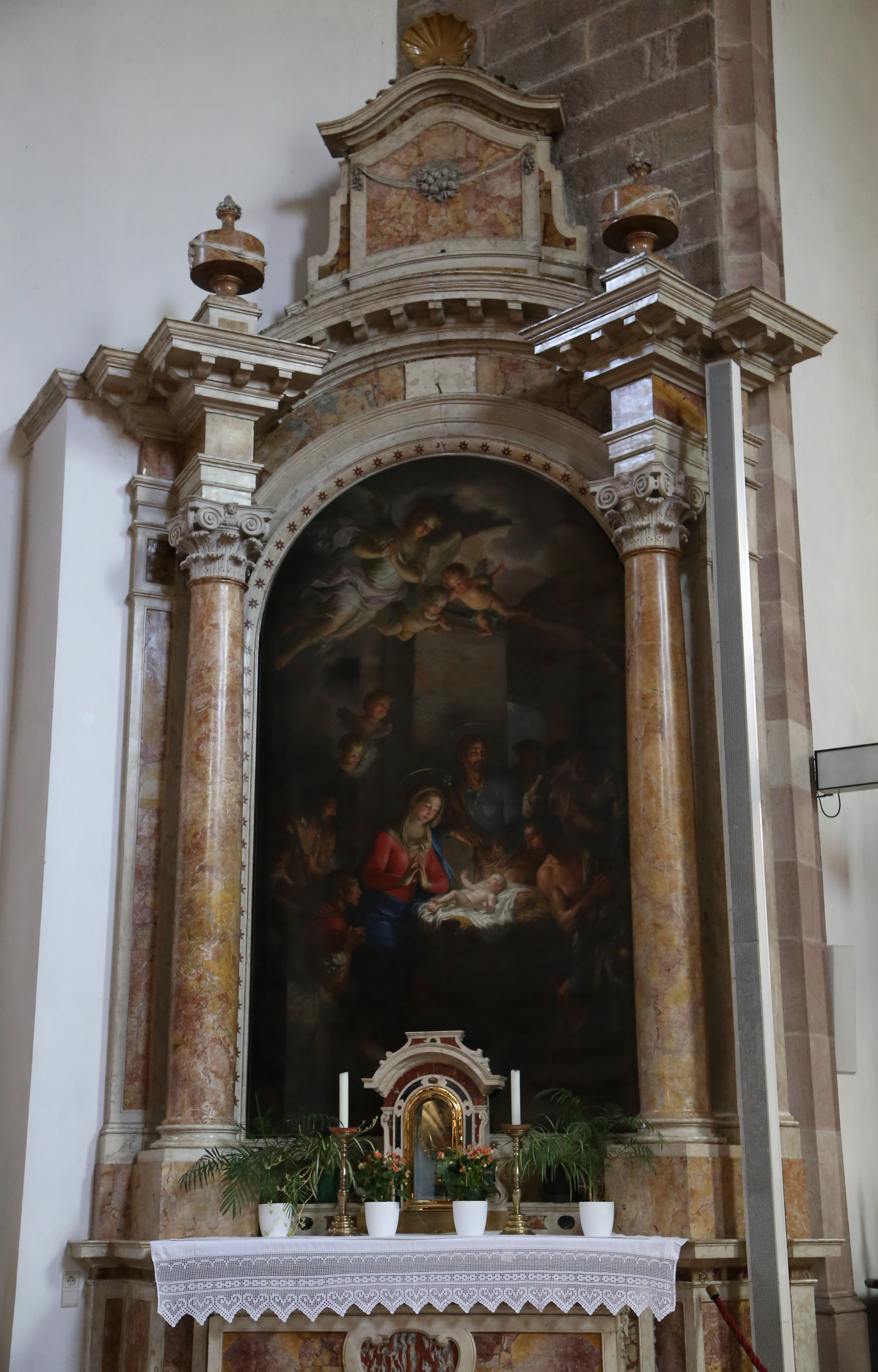
Seitenaltar mit Bild der Geburt Christi (links)
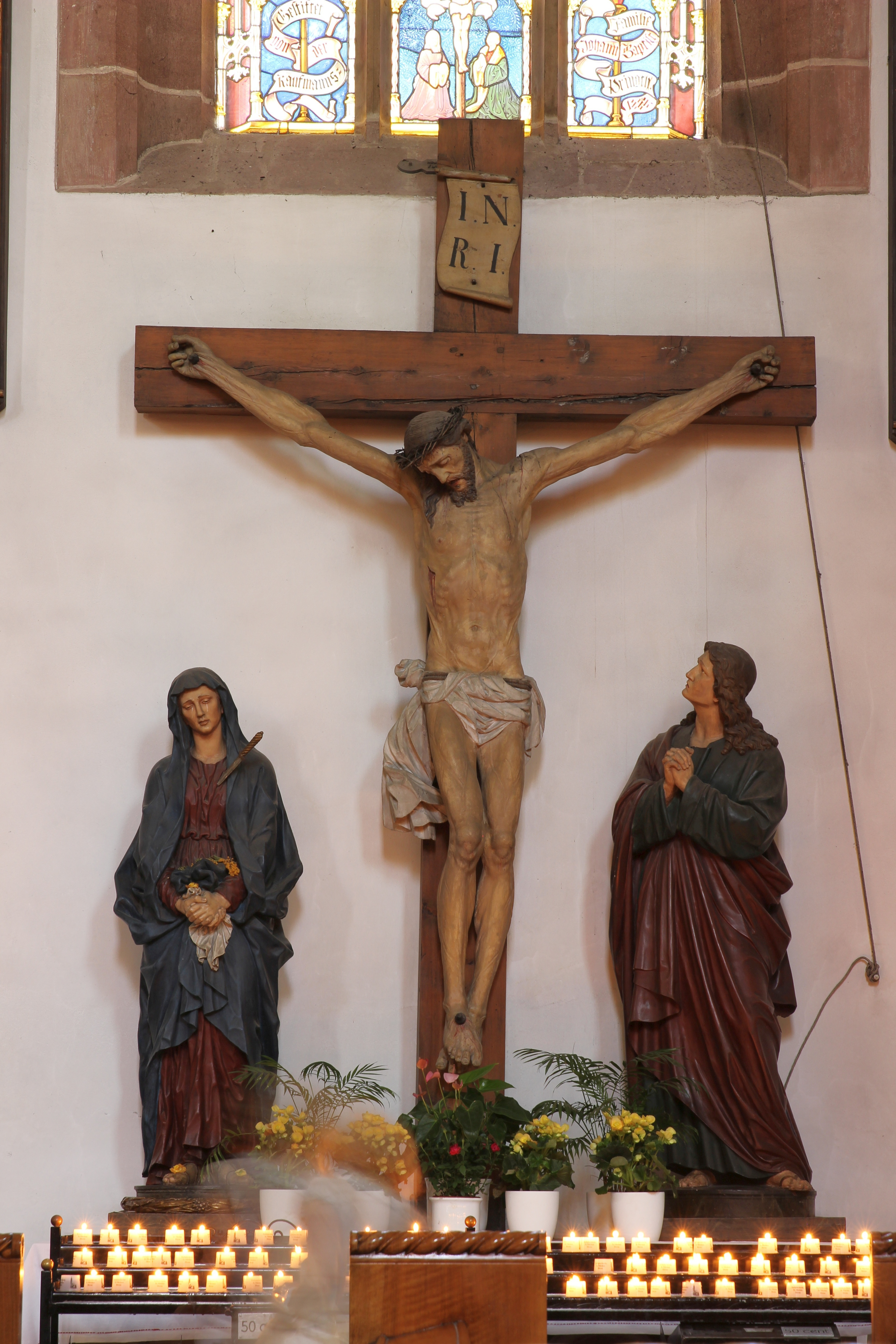
Kreuzaltar
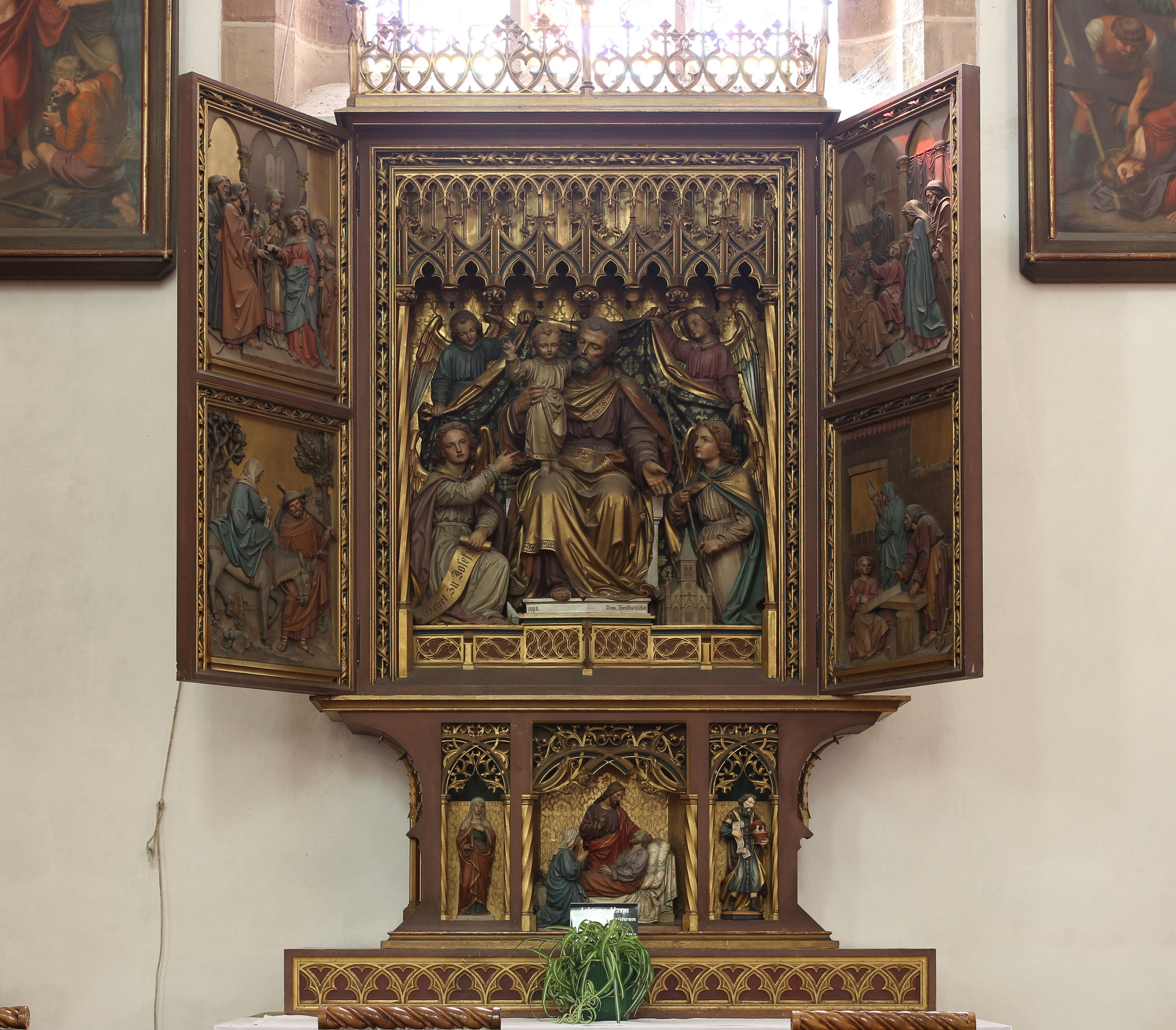
Neugotischer Flügelaltar
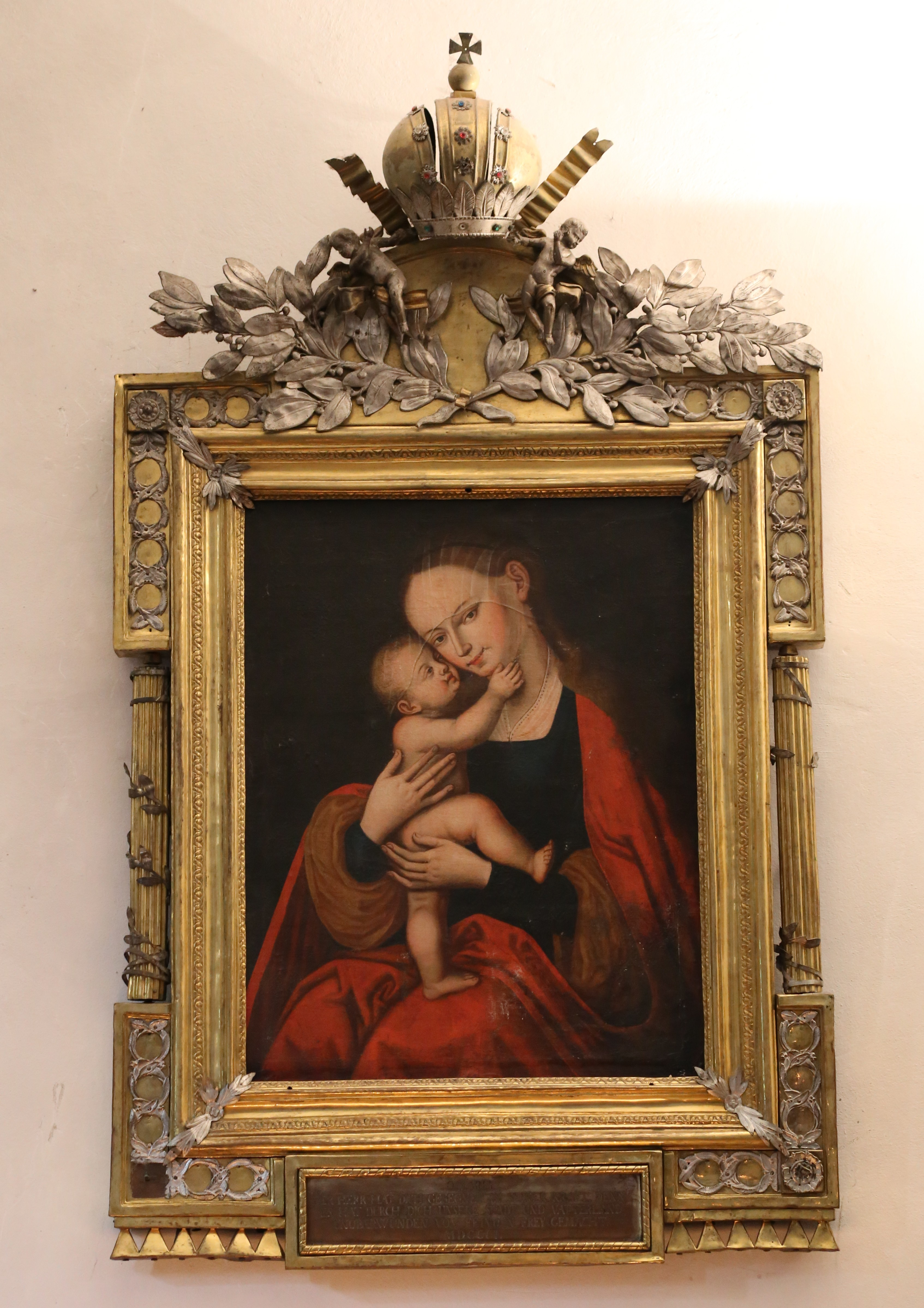
Kopie des Maria-Hilf-Bildes von Lucas Cranach

## Geläut
In Kirchturm hängen sieben Glocken in der Stimmung: H° d' e' f' g' a' h'; des Weiteren im Turmhelm zwei Glocken im Schlagton h' und e', die 1508 und 1667 gegossen wurden. Letztere diente früher als Sterbeglocke.